# Это случилось на Всемирной выставке
«Это случилось на Всемирной ярмарке» (англ. It Happened at the World’s Fair) — экранизация одноимённого бродвейского мюзикла 1963 года.
Слоган фильма: «Swinging higher than the space needle with the gals and the songs at the famous Worlds Fair!»

## Сюжет
Майк Эдвардс (Пресли) и Дэнни (Гэри Локвуд) — пилоты, но из-за игорных долгов Дэнни, местный шериф изыскивает самолёт Дэнни. Пытаясь заработать деньги, они путешествуют автостопом и однажды останавливаются на проходящей в то время в Сиэтле Всемирной выставке. В то время как Дэнни пытается заработать денег на игре в покер, Майк заботится о маленькой девочке, Сью-Лин (Викки Тиу), отец которой исчез. Тогда же он начинает ухаживать за молодой медсестрой Дианой (Джоан О’Брайан)…

## В ролях
- Элвис Пресли — Майк Эдвардс
- Джоан О’Брайан — Диана Уоррен
- Гэри Локвуд — Дэнни Бурк
- Викки Тиу — Сью-Лин
- Х. М. Вайнэнт — Винс Бредли
- Эдит Этуотер — мисс Стьюбен
- Ивонн Крэйг — Дороти Джонсон
- Гай Рэймонд — Берни Тэтчер
- Дороти Грин — мисс Этингер
- Кэм Тонг — дядя Уолтер Линг
- Курт Рассел — мальчик

## Факты
- В фильме есть эпизод, где Элвис играет с маленьким мальчиком (сцена, где Майк Эдвардс платит 25¢, а мальчик ударяет его в ногу, давая ему таким образом шанс посетить Медсестру Уоррен). Им оказался Курт Рассел — тот самый, кто помимо всего прочего, через шестнадцать лет сыграет Элвиса в фильме «Элвис».[4] Рассел также воплотил на экране образ Элвиса в фильме «3000 миль до Грэйсленда». В фильме «Форрест Гамп» Рассел озвучивал актёра, исполнившего роль Элвиса в одном из эпизодов фильма.
- Викки Тиу, сестра конферансье Джинни Тиу, стала первой леди Гавайи после того как вышла замуж за Губернатора штата Гавайи Бенджамина Каетано.
- Диана Пателли сыграла роль лифтёрши на Башне «Спейс Нидл».
- Сын Бинга Кросби должен был сыграть Дэнни Бурка, но роль перешла к Гэри Локвуду, ранее сыгравшему одну из главных ролей в раннем фильме Элвиса — «Дикарь»[уточнить]. Несколько лет спустя Гари Кросби сыграл одну из главных ролей в киноленте с участием Элвиса — «Девушка счастлива».[5]
- Съёмки фильма проходили в Сиэтле, штат Вашингтон, на всемирной выставке «XXI век», а также на территории Всемирной выставки 1962 года. Премьера фильма состоялась 3 апреля 1963 года.
- В фильме появляются такие достопримечательности Сиэтла, как Сиэтлский Центр, Сиэтлская Монорельсовая дорога и Башня «Спейс Нидл». Место, где офицеры охраны преследуют Пресли и девочку через фонтаны — это «Музей науки и научных открытий» (англ. Pacific Science Center). Эпизод, где грузовик двигается по деревянному мосту, является Эстакадой Уилбертон, расположенной в Бельвю[уточнить].